# TP S.A. Tower
TP S.A. Tower — хмарочос в Варшаві, Польща. Висота 30-поверхового хмарочосу становить 128 метрів, також будівля має 5 підземних поверхів. Будівництво планувалося закінчити до 30 червня 2002 року, проте генпідрядник, компанія PIA Piasecki S.A. не встиг вчасно, після чого на початку 2003 року генпідрядника було замінено на PORR Polska S.A. і хмарочос було здано в грудні 2003 року. Під час будівництва фундаменту було знайдено 580 кілограмовий артилерійський снаряд часів другої світової війни.
Площа будинку становить 50,000 м², з них 41,000 м² корисної площі. В будинку розташована штаб-квартира компанії Telekomunikacja Polska S.A.. Також в ньому розташовано кафе та два ресторани і декілька апартаментів, в підземній частині розташована автостоянка. Повна вартість будівництва склала 200 млн. злотих.